# Пиклорам
Пиклорам — хлорпроизводное пиколиновой кислоты системный гербицид из группы пиридинов, используется для контроля древесных растений. Он также эффективен против широкого спектра широколиственных сорняков, хотя большинство трав устойчивы к его действию.
Пиклорам можно распылять на листву, вводить в виде инъекций, наносить на порезы растений, или поместить у основания растения, где он может просачиваться к корням. Поглощённый листвой, стеблем или корнями, пиклорам распространяется по всему растению.

## История
Пиклорам первоначально был разработан около 1964 года компанией Dow Chemical в военных целях (в качестве дефолианта и, следовательно, в качестве химического оружия для уничтожения растительности). Во время войны во Вьетнаме он входил в состав химического оружия Агент Уайт — смеси 2,4-дихлорфеноксиуксусная кислоты (2,4-D) и пиклорама (имеется в продаже как Tordon 101). Агент Уайт применялся, что бы усилить действия Агента Оранж, который был ранее создан британскими военными во время войны в Малайе. Большое количество этих гербицидов было разбрызгано американскими ВВС в местных леса (см. Операция «Ranch Hand»).

## Свойства
Горючий порошок от белого до охряного цвета, слабо растворяется в воде (430 мг / л при 25 ° С). При температуре 190 ° С начинает распадаться на хлористый водород, оксиды азота, окись и двуокись углерода. По разным данным, вещество может сохранятся в почве от двух до трёх лет.

## Использование
Пиклорам представляет собой селективный гербицид с системными свойствами, легко поглощается корнями и листьями. Эффекты аналогичны ауксинам (например, индол-3-уксусной кислоте). Воздействуя на РНК и биосинтез белка, он нарушает гормональный баланс растения  и может вызвать проблемы в делении и удлинении клеток. Типичные симптомы: искажения и спайки стеблей и листьев, деформации придаточных корней.

## Безопасность
Пиклорам умеренно токсичен для глаз и лишь слегка токсичен при попадании на кожу. Нет задокументированных случаев отравления человека пиклорамом, поэтому симптомы острого отравления сложно охарактеризовать.
Пиклорам является наиболее стойким из своей семьи гербицидов. Он не адгезируется почвой и может вымываться в грунтовые воды, где его часто обнаруживают. Разлагается в почве и воде главным образом благодаря действию микроорганизмов. В гидробионтах накапливается слабо.
Садоводам, которые используют навоз в качестве удобрения, следует убедиться, что исходные животные не паслись на пастбище, обработанном пиклорамом, так как препарат сохраняет отравляющую способность даже в навозе.
В отношении профессионального воздействия, в Управление по охране труда установило допустимый предел воздействия в 15 мг/м3 общей экспозиции и 5 мг/м3 при респираторной экспозиции для восьмичасовой рабочей смены.